# Calamagrostis caucasica
Calamagrostis caucasica là một loài thực vật có hoa trong họ Hòa thảo. Loài này được Trin. mô tả khoa học đầu tiên năm 1831.